# Mihály Borbély

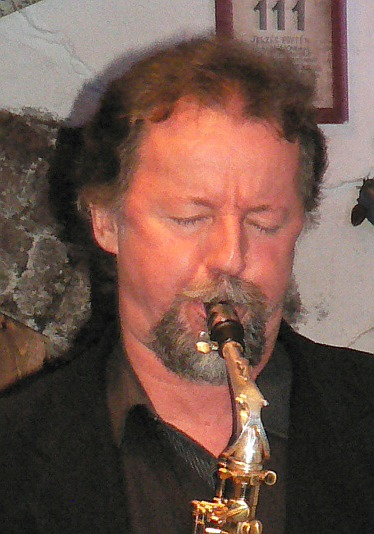
Mihály Borbély (2012)

Mihály Borbély (* 28. September 1956 in Szentendre) ist ein ungarischer Jazz-, World- und Folkmusiker. Neben seinen Hauptinstrumenten Klarinette und Saxophon spielt er auch Tárogató, Kaval, Dvojnice, Fujara, Okarina, Bombard und Zurna.

## Leben und Karriere
Borbély studierte am Bartók-Konservatorium und der Franz-Liszt-Musikakademie in Budapest. Er gehörte zu den Gründungsmitgliedern der Gruppe Vujicsics. Bei Konzerten in Ungarn, ganz Europa, den USA und Australien spielte er mit ungarischen und internationalen Musikern wie Attila László, Kálmán Oláh, Béla Szakcsi Lakatos, Trilok Gurtu,  Herbie Mann, Paul Bley, Steve Coleman, Michael Brecker, David Liebman, Joe Lovano und Péter Eötvös zusammen. 1988 wurde er beim Karlsbader Jazzfestival als bester Solomusiker ausgezeichnet.
Er leitet zwei eigene Quartette: das Borbély Muhely und das Quartet B und arbeitet im Duo mit dem Pianisten Károly Binder. Mit dem Bokros Ensemble ist er auf dem Gebiet der Folkmusik aktiv. 
Seit 1986 unterrichtet er am Bartók-Konservatorium, seit 1990 am Jazz-Departement der Franz-Liszt-Musikakademie, das er von 1997 bis 2000 leitete. Daneben unterrichtete er auch u. a. am Birmingham Conservatoire, der Royal Academy of Music in London und am Conservatoire de Lyon.

## Diskographie
- Délszláv Népzene, Vujicsics Ensemble, 1981
- Szerb és Horvát Népzene, Vujicsics Ensemble, 1987
- Túl a Tiszán, Bokros Ensemble, 1996
- Samo Sviraj, Vujicsics Ensemble, 1997
- Jelek, Quartet B, 1998
- Retropolis, Binder/Borbély, 1998
- 25, Vujicsics Ensemble, 1999
- Szent Gellért Legendája, Bokros Ensemble, 1999
- Hangkok, Binder/Borbély, 2000
- Film..., Binder/Borbély, 2000
- Bourdon Synthesis, Bokros Ensemble, 2001
- Podravina, Vujicsics Ensemble, 2001
- Üveghegy (Crystal Mountqain), Quartet B, 2003
- Meselia Hill, Borbély Muhely, 2005
- 7 Duets Hommage á Béla Bartók, Binder/Borbély, 2005
- Borbély Mihály Quartet: Hommage à Kodály, 2009 (BMC Records)
- polygon, 2016 (mit Theodosii Spassov, Miklós Lukács und András Dés)